# Faisal Kawusi

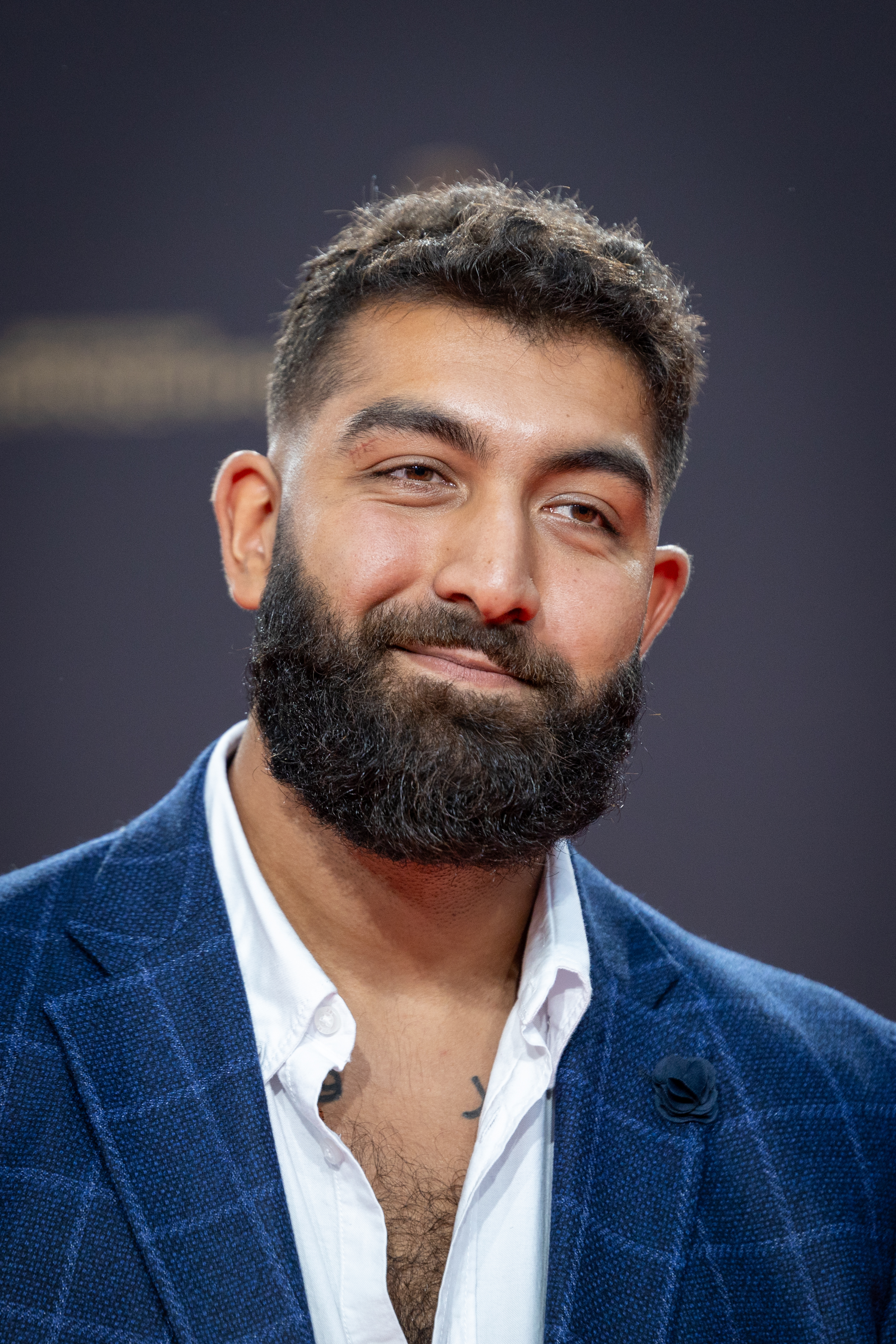
Faisal Kawusi beim Deutschen Fernsehpreis 2023

Faisal Kawusi (* 27. Juli 1991 in Groß-Gerau; eigentlich Mohammad Faisal Kawusi, zwischenzeitlich Mohammad Aras Kawusi) ist ein deutscher Komiker.

## Leben
Kawusi wuchs in Mörfelden-Walldorf als Sohn afghanischer Eltern mit Deutsch und Persisch zweisprachig auf und besuchte dort die Bürgermeister-Klinger-Schule sowie die Bertha-von-Suttner-Schule. Seine Eltern waren 1989 als politische Flüchtlinge aus Afghanistan nach Deutschland gekommen. Später zog er nach Köln.
Bekanntheit erlangte Kawusi unter anderem durch regelmäßige Auftritte in der Show Luke! Die Woche und ich. 2017 war er in der 10. Staffel von Let’s Dance an der Seite der Profitänzerin Oana Nechiti zu sehen. Er moderierte von 2018 bis 2020 seine eigene Fernsehsendung Die Faisal Kawusi Show bei Sat.1. Ferner betreibt er seit dem 23. Februar 2016 einen YouTube-Kanal. Die Bezeichnung als „Ethno-Comedian“ lehnt Kawusi ab.
Im Jahr 2019 betätigte er sich als Synchronsprecher und sprach den Bären Boomer in dem Animationsfilm Willkommen im Wunder Park.

## Kontroversen
Kawusi erreichte 2015 beim Hamburger Comedy Pokal den zweiten Platz und den Publikumspreis. Beides wurde ihm jedoch aberkannt, nachdem bekannt geworden war, dass er bei seinem Auftritt Gags des kanadischen Komikers Russell Peters ohne dessen Zustimmung und ohne Kenntlichmachung verwendet hatte.
Im April 2022 postete die Komikerin Joyce Ilg auf Instagram einen Witz über K.-o.-Tropfen. Die Musikerin Silvi Carlsson missbilligte diesen Witz und erklärte, einmal durch K.-o.-Tropfen fast gestorben zu sein. Kawusi kommentierte daraufhin, dass er das nächste Mal ihre „Dosis erhöhen“ würde. Auf die entsprechende Kritik reagierte Kawusi mit einer Instagram-Story, in der er seinen Kritikern damit drohte, seine „Fans auf sie zu hetzen“. Später entschuldigte er sich für die Drohungen, konnte damit jedoch das Ende der Zusammenarbeit mit Sat.1 im April 2022 nicht mehr abwenden.
Im Dezember 2022 war Kawusi Gast in der Sendung Chez Krömer. Moderator Kurt Krömer brach die Sendung ab, nachdem er Kawusi mit verschiedenen Vorwürfen des Rassismus konfrontiert hatte, unter anderem mit einer als rassistisch wahrgenommenen Bemerkung Kawusis gegenüber der Tänzerin und Fernseh-Tanzjurorin Motsi Mabuse. Am Tag vor der Ausstrahlung des Gesprächs mit Kawusi gab Krömer bekannt, er werde die Sendung nicht fortführen, und die Folge mit Kawusi werde die letzte bleiben. Krömers Verhalten wurde von verschiedenen Journalisten kritisiert.

## TV-Auftritte
- 2015: TV total (ProSieben)
- 2015: TV total Turmspringen (ProSieben)
- 2015: PussyTerror TV (WDR)
- 2016: NightWash (einsfestival)
- 2016: Luke! Die Woche und ich (Sat.1)[1]
- 2017: Let’s Dance (RTL)
- 2017: Paul Panzers Comedy Spieleabend (Sat.1)
- 2017: Genial daneben (Sat.1)
- 2017: Grill den Profi (VOX)
- 2018: Was geht, Hesse?! (hr)[15]
- 2018: NDR Talk Show (NDR)[16]
- 2018–2020: Die Faisal Kawusi Show (Sat.1)
- 2018: Schlag den Star (ProSieben)
- 2018, 2020: Mord mit Ansage (Sat.1)
- 2019: Die Promi-Darts-WM (ProSieben)
- 2019: Wer weiß denn sowas?, Folge 400 (ARD)
- 2019, 2020: Luke! Die Schule und ich, Folge 15 und 22 (Sat.1)
- 2019, 2020: Luke! Die Greatnightshow, Staffel 1 Folge 1 und 6, Staffel 2 Folge 4 (Sat.1)
- 2019: Grill den Henssler (VOX)
- 2021: Pokerface – nicht lachen! (ProSieben)
- 2021: Mask Off (Joyn)
- 2021: Showtime of my Life – Stars gegen Krebs (VOX)
- 2021: Achtsam Rasen mit Jürgen Becker (YouTube)
- 2021: RTL Topnews (RTL)[17]
- 2022: Das große Promibacken (Sat.1)
- 2022: Viva la Diva – Wer ist die Queen? (RTL)
- 2022: Chez Krömer (rbb)

## Synchronisation
Filme
- 2019: Willkommen im Wunder Park – Ken Hudson Campbell als Boomer

## Podcast
- seit 2024: Reden wir Tacheles (mit Gabriel Azimov)

## Auszeichnungen
- Stuttgarter Comedy Clash
- Düsseldorfer Comedy Slam
- Trierer Comedy Slam
- Constantin Comedy Preis 2014[18]